# Duchesse de Verneuil
'Duchesse de Verneuil' est un cultivar de rosier mousseux obtenu en France en 1856 par Portemer père, (1801-1878), pépiniériste installé à Gentilly. Il doit son nom à la duchesse de Verneuil, personnage de la  Comédie humaine de Balzac dans son roman, Le Lys dans la vallée. Le succès de cette rose ancienne ne se dément pas depuis presque deux siècles grâce à sa floraison abondante en juin-début juillet, à sa grande résistance et à son beau caractère de mousseux.

## Description
Son buisson vigoureux, au feuillage dense et vert foncé, s'élève de 150 cm à 180 cm de hauteur pour une envergure de 100 cm. Ses fleurs doubles et plates rose-saumon au revers plus clair exhalent un parfum puissant et mesurent environ 8 cm de diamètre. Elles possèdent de 17 à 25 pétales. La floraison de 'Duchesse de Verneuil' est non remontante.
Sa zone de rusticité est de 6 à 9,. Il tolère les sols pauvres et il est très résistant aux maladies.

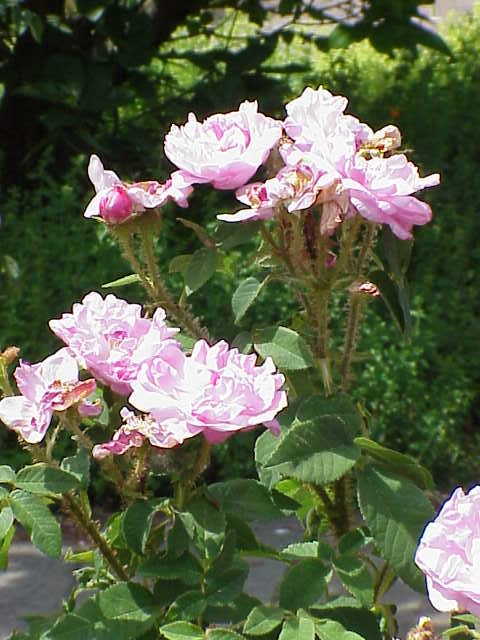
Aperçu des pédoncules mousseux de 'Duchesse de Verneuil'.